# Saint-Aubin-de-Nabirat
Saint-Aubin-de-Nabirat é uma comuna francesa na região administrativa da Nova Aquitânia, no departamento Dordonha. Estende-se por uma área de 6,53 km². Em 2010 a comuna tinha 149 habitantes (densidade: 22,8 hab./km²).